# Kyla Cole
Kyla Cole, nome artístico de Martina Jacová (Prešov, 10 de novembro de 1978) é uma modelo erótica, atriz e ex-apresentadora de TV eslovaca.

## Biografia
Kyla Cole começou a trabalhar como modelo em 1999. Foi nomeada Penthouse do mês de Março de 2000. A partir daí começou a figurar nas capas das mais populares revistas masculinas. Esteve em muitos filmes eróticos de Andrew Blake, onde foi a estrela de vários títulos.

## Aparições

### TV
| Ano         | Título   | Papel         |
| ----------- | -------- | ------------- |
| 2003 - 2004 | Láskanie | Apresentadora |

### Filme
| Ano  | Título     | Papel |
| ---- | ---------- | ----- |
| 2007 | Rumble Boy | Karen |

### Jogo eletrônico
| Ano  | Título                                    | Plataforma        | Papel                    |
| ---- | ----------------------------------------- | ----------------- | ------------------------ |
| 2007 | Gods: Lands of Infinity - Special Edition | Microsoft Windows | Vivien (aparência e voz) |